# Barangdi
Barangdi (nepalski: बराङ्दी) – gaun wikas samiti w zachodniej części Nepalu w strefie Lumbini w dystrykcie Palpa. Według nepalskiego spisu powszechnego z 2001 roku liczył on 539 gospodarstw domowych i 2741 mieszkańców (1499 kobiet i 1242 mężczyzn).